# Río Aramayona
El río Aramayona (en euskera, Aramaio) es un río del norte de la península ibérica que discurre por Álava y Guipúzcoa, en España. 

## Curso
El Aramayona nace en el alto de Kruzeta, en Álava. Su cabecera está formada por varios arroyos que descienden desde los montes de Anboto, Aranguio, San Adrián y Asketa. Discurre en dirección norte y atraviesa la localidad de Ibarra, donde gira en dirección noroeste/oeste y penetra en Guipúzcoa desembocando en el río Deva en la ciudad de Mondragón. 
Aparece descrito en el segundo volumen del Diccionario geográfico-estadístico-histórico de España y sus posesiones de Ultramar de Pascual Madoz con las siguientes palabras:

ARAMAYONA: riach. que se forma de los manantiales de aguas potable, ferruginosa y sulfúrea, que nacen de los montes de Arangio, Amboto, Albinagoya y otros de la hermandad y valle de Aramayona en la prov. de Alava: reunidas estas aguas en el fondo del valle, dan principio á dos grandes arroyos que bajan uno por SO. y otro por NO. de la anteigl. de Zaldo y pueblo de Ibarra, en cuyo centro se reunen: desde aqui se dirige á la prov. de Guipúzcoa, y recorriendo los valles de Gasagarza y Guesalivar, pasa por medio de la anteigl. de Sta. Agueda, cerca de la casa de baños, donde le cruza un puente, y continua por el térm. de Mondragon á desembocar en el r. Deva; despues de dar impulso á un crecido número de molinos harineros.
(Madoz, 1845, p. 406)